# Белые скалы (Иркутская область)
Белые скалы (Иркутская область) — уникальный памятник природы Иркутской области.

## География
Белые скалы расположены по левому берегу реки Белая вблизи села Холмушино Усольского района в 700 метрах над уровнем моря.

## Состав
Скалы состоят из доломитовых пород из-за чего они приобрели характерный белый цвет

## Деятельность человека
В 1935 году в Холмушино открылся Половинский известковый завод, который перерабатывал доломитовую пароду скал в известь. В результате действия завода были разрушены первые скальники от которых остались только горы обожженного камня. Через несколько десятков лет завод закрылся, но печи тех времен до сих пор можно увидеть на местах обжига камня.

## Легенды
Существует легенда, что в одной из Холмушинских пещер генерал Капель мог спрятать часть золота Колчака.
Другая гласит что в 30-х годах из Бодайбо на лошадях
возили золото по Московскому тракту, эти обозы
грабили, а добытое прятали в тех-же пещерах. 